# Clavius-Gymnasium
Das Clavius-Gymnasium (CG) ist ein naturwissenschaftlich-technologisches Gymnasium (NTG) in Bamberg. Es besitzt zudem einen wirtschaftswissenschaftlichen Zweig (WWG). Benannt ist es nach Christophorus Clavius, der bei der Gregorianischen Kalenderreform einen fundamentalen Beitrag leistete. Es wurde 1833 gegründet. Das Clavius-Gymnasium ist eine Schule ohne Rassismus – Schule mit Courage und das größte Gymnasium Oberfrankens.

## Geschichte

### Institutsgeschichte

#### Gründung im 18. Jahrhundert
Das heutige Clavius-Gymnasium wurde am 16. Oktober 1794 als Ingenieurs- und Zeichenakademie von Leopold Westen nach dem Vorbild des Lehrstuhls für Zivil- und Militärbaukunst an der Universität Würzburg gegründet. 1794 legte er dem Fürstbischof Franz Ludwig von Erthal den Plan zur Gründung einer entsprechenden Akademie vor. Auch der Stadtmagistrat der Stadt Bamberg würdigte die Gründung unter der Bedeutung insbesondere für das Handwerk und Gewerbe und stellte daher einen Saal im Obergeschoss des Hochzeitshauses samt Heizung und Reinigung zur Verfügung.

#### Anerkennung als Gewerbeschule 1833
Ab 1833 wurde die aus städtisch-privater Initiative entstandenen Akademie zur Vereinigten landwirthschaftlichen und Gewerbeschule ernannt und bekam erstmals Anerkennung von staatlicher Seite. 1833 ist daher als eigentliches Gründungsjahr anzusehen. 1854 wurde eine Handelsabteilung hinzugefügt, Schüler dieser Abteilung konnten nun die neuen Fächer Englisch, Handelskunde, Stenographie, Deutsch und Italienisch besuchen.
Obwohl die Gewerbeschule Stück für Stück immer weitere Räumlichkeiten im Hochzeitshaus beziehen konnte, zeigten sich die benötigten Räumlichkeiten als entweder zu klein oder als nicht vorhanden. Den Sportunterricht hielt man zur Winterzeit in der säkularisierten Karmelitenkirche am Kaulberg, ansonsten auf einem Paradeplatz im Ostwesten der Stadt, welcher heute Wilhelmsplatz heißt, und schließlich im ehemaligen Kapuzinerkloster, auf dessen Gebiet das Clavius-Gymnasium heute steht, ab.

#### Umwidmung zur Realschule 1877
Am 14. Dezember 1871 brannte der Dachstuhl des Hochzeitshauses und damit der Kern der Räumlichkeiten der Schule. Deren Beengung zeigte sich nun so offensichtlich, dass ein eigener Neubau angestrebt wurde. Ungeachtet der schwierigen Bedingungen wurde die Einrichtung 1877 auf königlichem Wunsch zur Realschule für bürgerliche Knaben ernannt. 1880 konnte die Einrichtung ihre neuen Räumlichkeiten an ihrem heutigen Standort beziehen.

#### Erweiterung zur Oberrealschule 1923
1923 wurde die Realschule per Ministerialentscheidung zur Oberrealschule ernannt, wie seit 1870 viele ehemalige Gewerbeschulen. Diese Umstellung bedeutete eine Erweiterung um zwei weitere Klassenstufen; denn seit 1900 waren die oberrealschulischen Abschlüsse denen eines Gymnasiums gleichgestellt. Im Jahr 1930 waren ca. 550 Schüler und ca. 15 Schülerinnen aller Gesellschaftsschichten vertreten.
Vereinnahmung durch die Nationalsozialisten
Die Oberrealschule vollzieht eine Entwicklung, wie sie an allen staatlichen Schulen im Deutschen Reich zu beobachten ist. Die zeitweise sehr detailliert geführte Schulchronik gibt auch darüber Auskunft. Schon am 10. März 1933 wurde ein Lehrer aufgrund seines jüdischen Glaubens entlassen, der offizielle Grund waren kommunistische Umtriebe. 1932/33 waren 66 %, drei Jahre später schon 94 % des Lehrkörpers Mitglied in den NS-Organisationen. 1934 sind das gemeinsame Hören der Reden Hitlers und eine erste Flaggenehrung verzeichnet. Ab 1939 wurden zahlreiche Lehrkräfte zum Wehrdienst einberufen, wenig später auch die Schüler der Abschlussklassen. Weiterhin verzeichnet die Schulchronik die gefallenen oder durch Bombenangriffe umgekommenen Schüler. Zwei Gedenktafeln erinnerten bis zum Umbau 2016 im Treppenhaus des Hauptgebäudes, nach Differenzen wieder seit 2017 im Foyer an die Gefallenen beider Weltkriege.
1938 wurden alle jüdischen Schüler „beurlaubt“, 1943 das Gebäude als Lazarett beschlagnahmt und der Notunterricht in die Räume des Neuen Gymnasiums, sowie des Aufseesianums verlegt. (Die in späteren Jahren durch die gestiegene Schülerzahl entstandene Raumnot und die dadurch bis zum Umbau 2011–2017 nötig gewordene Auslagerung des Unterrichts in Domschule und Aufseesianum hat also schon traurige Tradition gehabt.) Ab dem 28. März 1945 fand kein Unterricht mehr statt. 1938 war die Oberrealschule in Oberrealschule an der Kapuzinerstraße umbenannt worden, jedoch wurde diese Änderung 1946 wieder rückgängig gemacht.
Das Lazarett blieb bis Anfang 1946 eingerichtet, das Gymnasium und die benachbarte Grundschule danach als Flüchtlingsunterkunft und Hilfskrankenhaus genutzt. Zu Beginn des Schuljahres 1947/48 konnten die knapp 1000 Oberrealschüler wieder zurück in ihre Unterrichtsräume. Dennoch konnte nur stark eingeschränkter Unterricht stattfinden, es fehlte neben Mobiliar auch an Heizmöglichkeiten und Brennstoff. Die tatsächlich durchgeführte Anzahl an Unterrichtsstunden wich daher stark von den eigentlich vorgeschriebenen Stunden ab. Seit dem Schuljahr 1950/51 fand der Unterricht im Schichtbetrieb statt.
Die Raumnot führte zum Bau des Dientzenhofer-Gymnasiums im Osten der Stadt nach den Plänen von Hans Rothenburger; seit 1964 stand damit in Bamberg zur Entlastung der Oberrealschule in der Stadtmitte eine zweite jenseits der Bahnlinie zur Verfügung. Diese besuchten ab 1965 nun jene Schüler, die „hinter“ dem Bahndamm wohnten; eine ähnliche Einteilung hat sich bis heute erhalten. Beide Schulen haben einen Sprengel bis weit in den Landkreis Bamberg hinein.

#### Umbenennung zum Gymnasium 1965

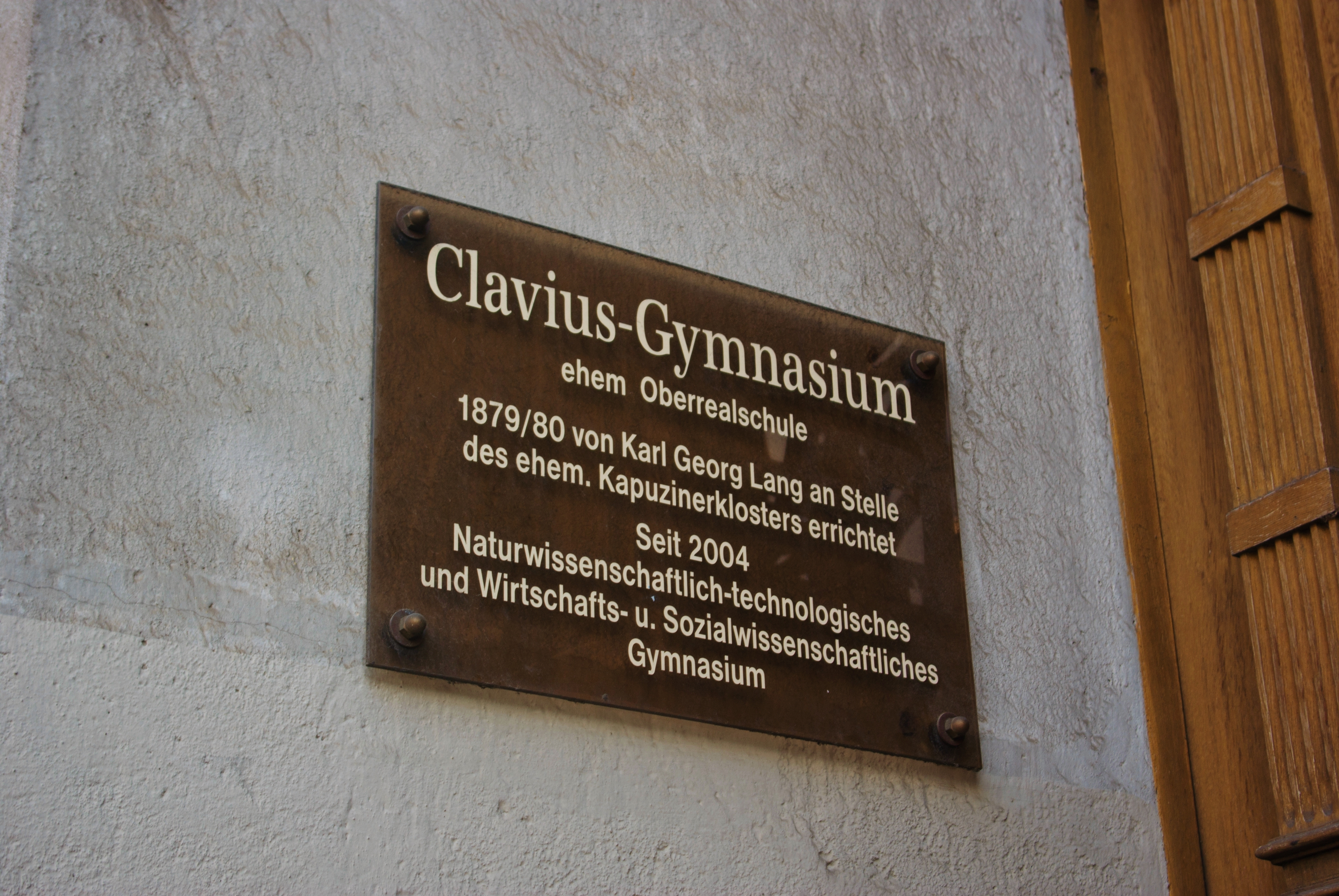
Tafel am Haupteingang des CGs

Im Zuge einer Reform in den deutschsprachigen Ländern wurden auch in Bayern die naturwissenschaftlichen Oberrealschulen zu naturwissenschaftlichen Gymnasien umbenannt. Nach der Eröffnung des Entlastungsbaus im Osten entstand am 20. Oktober 1965 aus der ehemaligen Oberrealschule das Clavius-Gymnasium als Mathematisch-naturwissenschaftliches Gymnasium, die Namensgebung geht auf einen Vorschlag aus dem Lehrkörper zurück.
1986 wurde es zum mathematisch-naturwissenschaftlichen und wirtschaftswissenschaftlichen Gymnasium. 1998 erfolgte ein Schulversuch Europäisches Gymnasium II. 2002 nahm das Clavius-Gymnasium die heutige Schulform mit den Bereichen NTG und WSG-W an.
Im Juli 2005 war das Clavius-Gymnasium Ausrichter für die 49. Theatertage der bayerischen Gymnasien.

### Technik- und Mediengeschichte
Schon im Jahr 1924 wurde in der Oberrealschule eine Radioempfangsstelle eingerichtet, 1929 wurde eine moderne Dampfheizung installiert, sie ersetzte die bis dato einzeln durch den Hausmeister mit Kohle befeuerten Kanonenöfen in den Unterrichtsräumen. Die im Schuljahr 1982/83 erstmals im Unterricht verwendeten PCs waren die erste große technische Neuerung. Das Clavius-Gymnasium war in ihrer Verwendung Vorreiter. Zu Beginn des Jahres 1988 wurde ein neuer Computerraum mit 16 Commodores eingerichtet, dies war sogar der Regionalzeitung eine Meldung wert. Seitdem hält die Schule Informatikunterricht ab. 1995 installierten Schüler und Lehrer eine Photovoltaikanlage auf dem Dach eines als Mittagsbetreuung genutzten, einstöckigen Ergänzungsbaues der Schule am linken Flügel der Martinschule. Seit 1995/96 war das Clavius-Gymnasium eine der ersten Schulen mit eigener Homepage, zu diesem Anlass wurde ein eigenes, 2005 erneuertes Logo entwickelt. Laptopklassen gibt es am CG seit 2004, eine Mediothek seit 2005. Diese hat als Bibliothek nach dem Umbau eine deutliche Aufwertung bekommen und befindet sich nun in der ehemaligen Aula.

### Baugeschichte

#### Gründung im Hochzeitshaus
Die 1794 gegründete Akademie blieb auch 1833 – als sie Landwirtschafts- und Gewerbeschule wurde – im Obergeschoss bzw. in weiteren Räumlichkeiten des Hochzeitshauses beheimatet. Dort befindet sich heute die geisteswissenschaftliche Fakultät der Otto-Friedrich-Universität Bamberg. 1859 wurde die ehemalige Kapuzinerkirche St. Heinrich und Kunigund des Kapuzinerklosters zum 25-jährigen Schuljubiläum als Schulkirche unter der Leitung des Architekten und Schullehrers Jakob Schmitt-Friedrich hergerichtet.

#### Planung eines eigenen Gebäudes
Immer wieder in ihrer Geschichte steht die Schule vor dem Problem des Platzmangels. Schon seit ihrer Gründung und Anerkennung 1833 führte man eine ähnlich breite Diskussion wie in den 1960er und 2000er Jahren. Beschleunigt durch den Brand im Dezember 1871 lag schon im Februar 1872 ein Entwurf von Karl Georg Lang, dem Bamberger Stadtbaumeister, vor. Er präferierte den Standort, an dem das CG heute steht.
Die Standortfrage allerdings war nicht so eindeutig zu klären gewesen, wie es scheinen mag. Zuvor bevorzugte man einen Standort an der heutigen Luitpoldbrücke, später berücksichtigte man die noch fast frisch restaurierte ehemalige Kapuzinerkirche und plante einen dreiflügeligen Bau um die Kirche herum. Nachdem der Bau 1873 wesentlich schlichter geplant wurde als eigentlich vorgesehen, diskutierte man 1874 dann den möglichen Bau anstelle des Stadtbades bei Geyerswörth, zwei Jahre später den Standort zwischen Weide und Markusstraße. Nach einem Vorschlag zum Bau an der Schützenstraße entschied man sich im Dezember 1877 für den ursprünglich geplanten Standort. Diese kurzfristige Entscheidung blieb nicht unbeeinflusst von der Erhebung der Gewerbeschule zur Königlichen Realschule. Für diesen Standort plädierte allen voran Bezirksgerichtsarzt Dr. Joseph Anton Rapp mit den Worten: Die Straße in der das Gebäude zu stehen kommt, ist breit, freundlich und luftig, ohne an dieser Stelle zugig zu sein, wohl belebt, aber eben nicht durch den Hauptverkehr der Stadt gestört und belästigt. Es sei ein stolzes, die ganze Straße zierendes Unterrichtsgebäude. Nicht zuletzt fürchtete man in der Schützenstraße Gesundheitsgefahren für die Schüler durch die Hopfendarren.
Die Werkpläne für die Bamberger Bauverwaltung fertigte Gustav Haeberle, am 4. Juli 1878 lagen die Entwürfe schließlich vor. Das ehemalige Kapuzinerkloster und die zugehörige Kirche wurden noch im Oktober desselben Jahres dem Abriss preisgegeben. Der erste Spatenstich erfolgte am 11. März 1879, im August wurde der Rohbau schon mit einem Dach versehen, am 20. September 1880 war der Bau fertig. Am 11. Oktober 1880 zogen die Lehrer und Schüler nach dem Festgottesdienst in der Martinskirche über den Grünen Markt in die neuen Räumlichkeiten ein. Erzbischof Friedrich von Schreiber (1819–1890) weihte den Bau.

#### Wachsender Riese – Auslagerung des Unterrichts

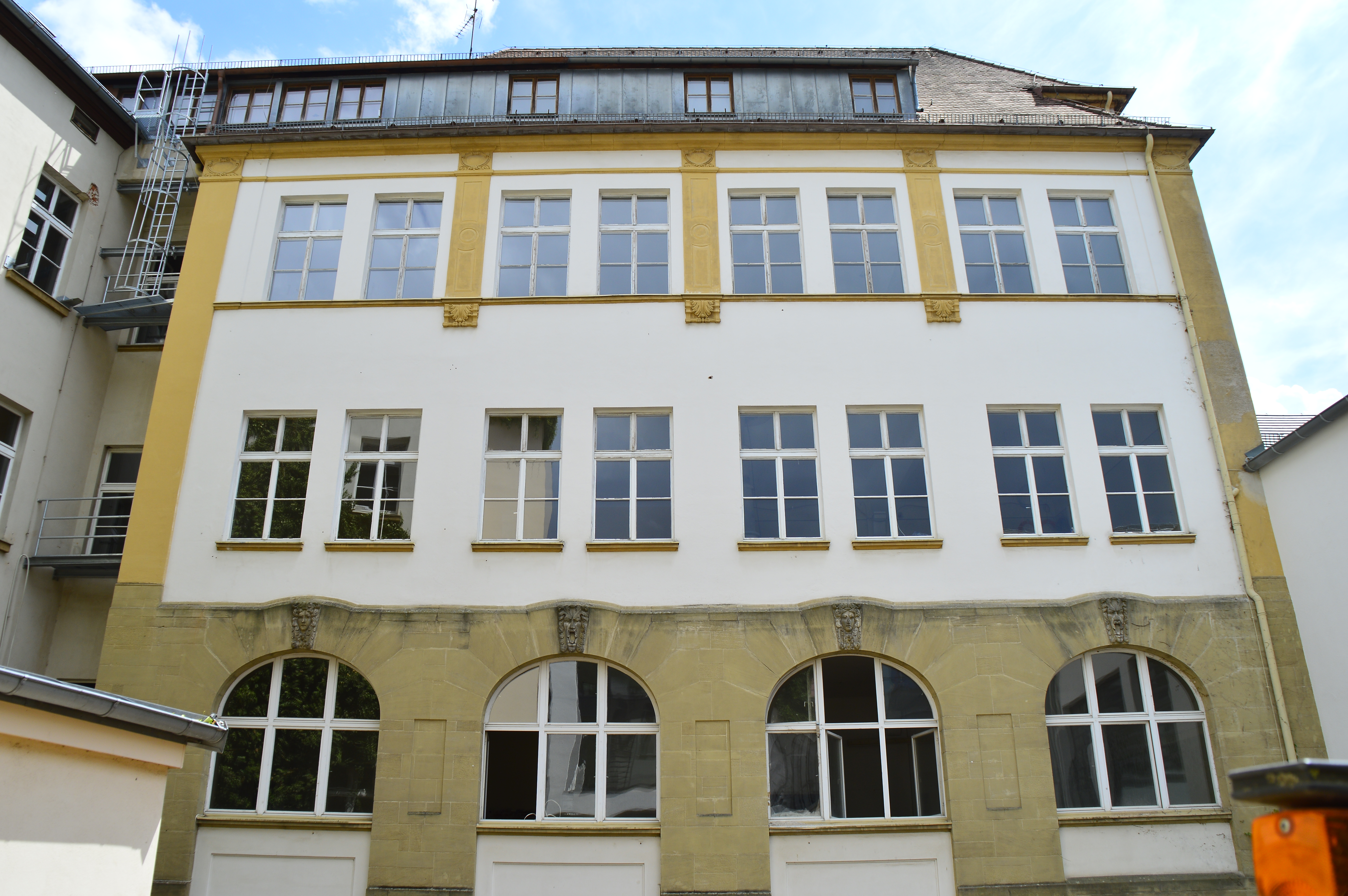
Südflügel des CGs von 1908/09

Schon 1892 reichten die Räume nicht mehr aus, man scheiterte beim Versuch, das Nachbarhaus Kapuzinerstraße 27 zu kaufen. Es folgte also 1895 – lediglich 15 Jahre nach Eröffnung – die erste Erweiterung mit einer Turnhalle im Schulhof, welche als solche bis 2012 genutzt wurde. 1908 wurde nach den Plänen des Stadtbaumeisters Wilhelm Schmitz ein Zeichensaal als Südflügel erbaut und am 11. September 1909 eröffnet. Ab 1920 stellte man Planungen zur Erweiterung der Schule auf dem Gebiet der heutigen Martinschule an.
Der nach dem Krieg und nach der Eröffnung des Dientzenhofer-Gymnasiums als Entlastungsbau trotzdem immer größer werdenden Schülerzahl ist zu verdanken, dass es über Jahrzehnte nun wieder wie zu Kriegszeiten die 6. Klassen an die Domschule und die Oberstufe teils ans Aufseesianum ausgelagert wurden. Dieser Zustand hielt bis zum Ende des Umbaues 2017 an und zeigte sich zeitweise durch die Auslagerung der Unterrichtsräume für die Oberstufe in eigens während der Bauphase aufgestellte und 10 Klassen fassende, zweistöckige Containerbauten am Stadtarchiv sogar noch verstärkt. Außer den Containerbauten, die 1992 im Pausenhof aufgestellt wurden, wurde der Schulbau nicht umgebaut oder erweitert, lediglich in den 60er bis 70er Jahren etwas modernisiert. Ab dem Schuljahr 1999/2000 bezog das Clavius-Gymnasium die durch die Schulverkleinerung freigewordenen Räumlichkeiten der Martinschule, welche es bis heute nutzt.

#### Modernisierung und Erweiterung des Clavius-Gymnasiums 2011–2017
Im Jahr 2009 fiel die Entscheidung zur Sanierung statt eines Standortwechsels des Clavius-Gymnasiums unter Beteiligung von Stadtrat und Kreistag. Seit dem Schuljahr 2013/14 wurde das Clavius-Gymnasium und die benachbarte Martinschule in vier Bauabschnitten, die auf vier Schuljahre verteilt waren, umgebaut. Die Bauarbeiten begannen im März 2013 und wurden im September 2017 abgeschlossen. Neben der Sanierung des Hauses Martin und des Hauses Clavius kam 2013/14 ein drittes Gebäude mit 7 neuen Klassenzimmern hinzu. Die Stirnseite des Gebäudes zeigt das Gesicht des Namenspatrons Christophorus Clavius. Das dritte Gebäude ersetzt die Container, die jahrzehntelang auf dem Pausenhof standen. Unter den Klassenzimmern befindet sich die neue Turnhalle, die den Namen „Bert-Peßler-Halle“ trägt. Die Dachstruktur der alten Turnhalle wurde aus Denkmalschutzgründen erhalten und beherbergt seitdem die neue Aula und Pausenhalle. Diese ist neben einer Bühne mit umfangreicher Veranstaltungstechnik ausgestattet.
| Bauabschnitt     | Zeitraum                 | Bautätigkeit |
| ---------------- | ------------------------ | --- |
| Bauabschnitt I   | März 2013 – August 2014  | Umbau und Unterkellerung der Turnhalle zur Pausenhalle bzw. Aula mit Mehrzweckraum, Neubau einer halbversenkten Sporthalle im ehemaligen Pausenhof sowie von Klassenräumen, Schaffung von Fahrradabstellplätzen und eines Sportplatzes |
| Bauabschnitt II  | April 2014 – Juli 2015   | Neuer Verbindungsbau zwischen Haus „Martin“ und Haus „Clavius“ im Hinteren Graben, Sanierung des linken Flügels der Martinschule, Neubau eines „Klassenzimmerturmes“ anstelle der ehemaligen Clavius-Mittagsbetreuung                  |
| Bauabschnitt III | August 2015 – April 2016 | Sanierung des rechten Flügels der Martinschule sowie denkmalgerechte Sanierung der Sporthalle (Fischerei 8) |
| Bauabschnitt IV  | Mai 2016 – Juli 2017     | Denkmalgerechte Sanierung des Einzeldenkmals Kapuzinerstraße 29, des Clavius-Hauptgebäudes, Schaffung von Fahrradabstellplätzen und Neugestaltung des Pausenbereiches                                                                  |

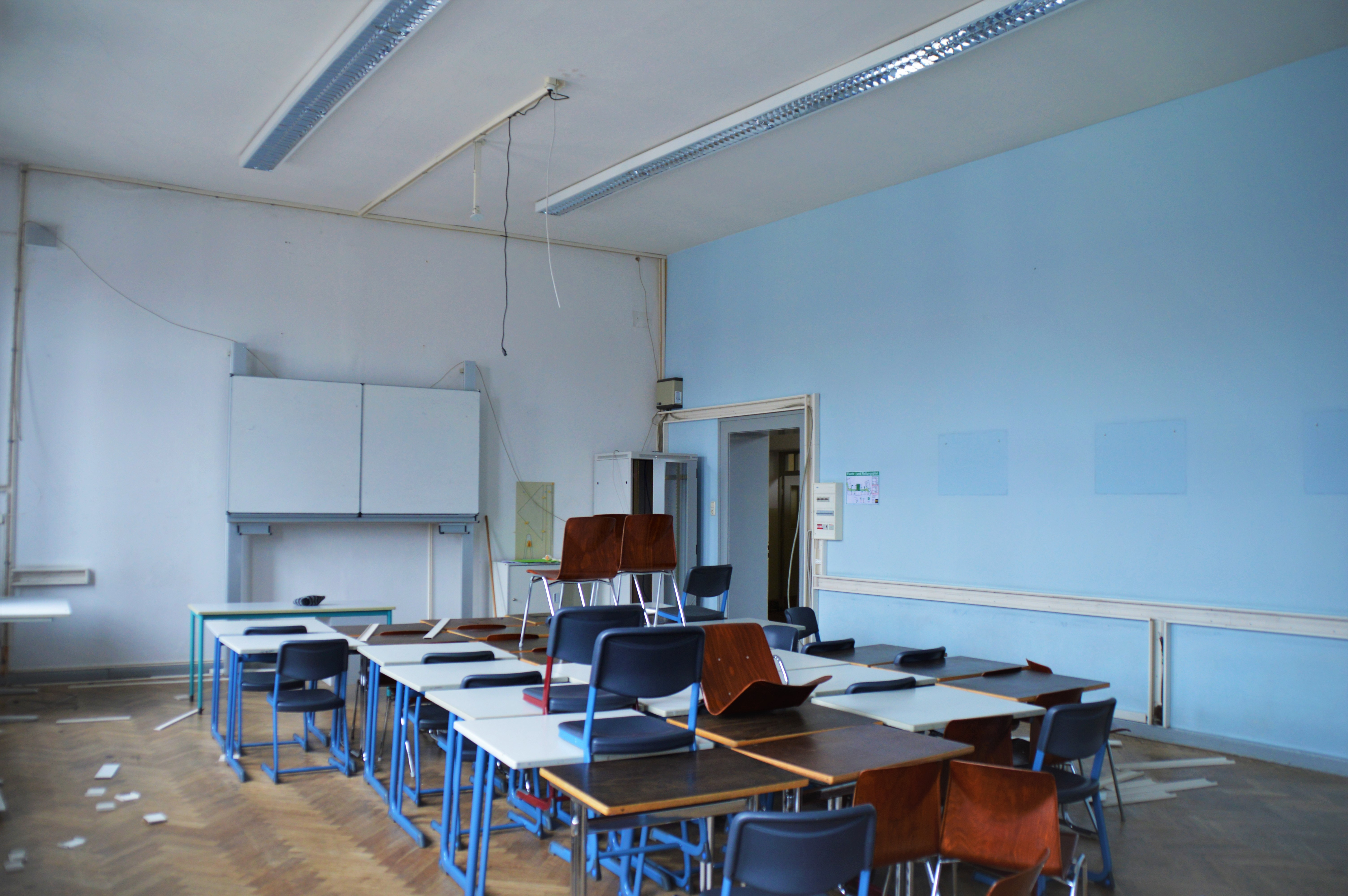
Ein Klassenraum vor seiner Modernisierung, jedoch schon mit Smartboard
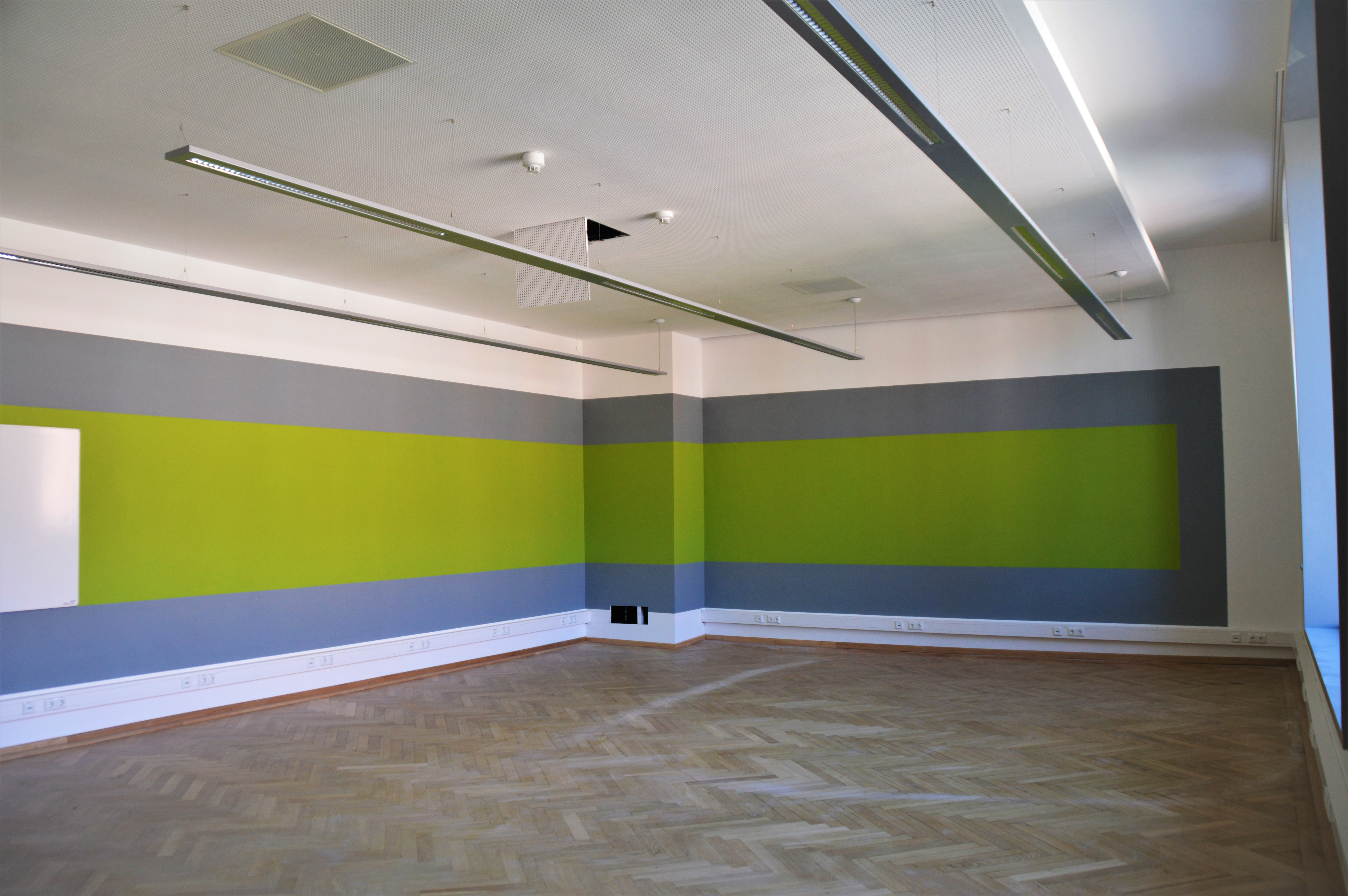
Ein Klassenraum nach seiner Modernisierung
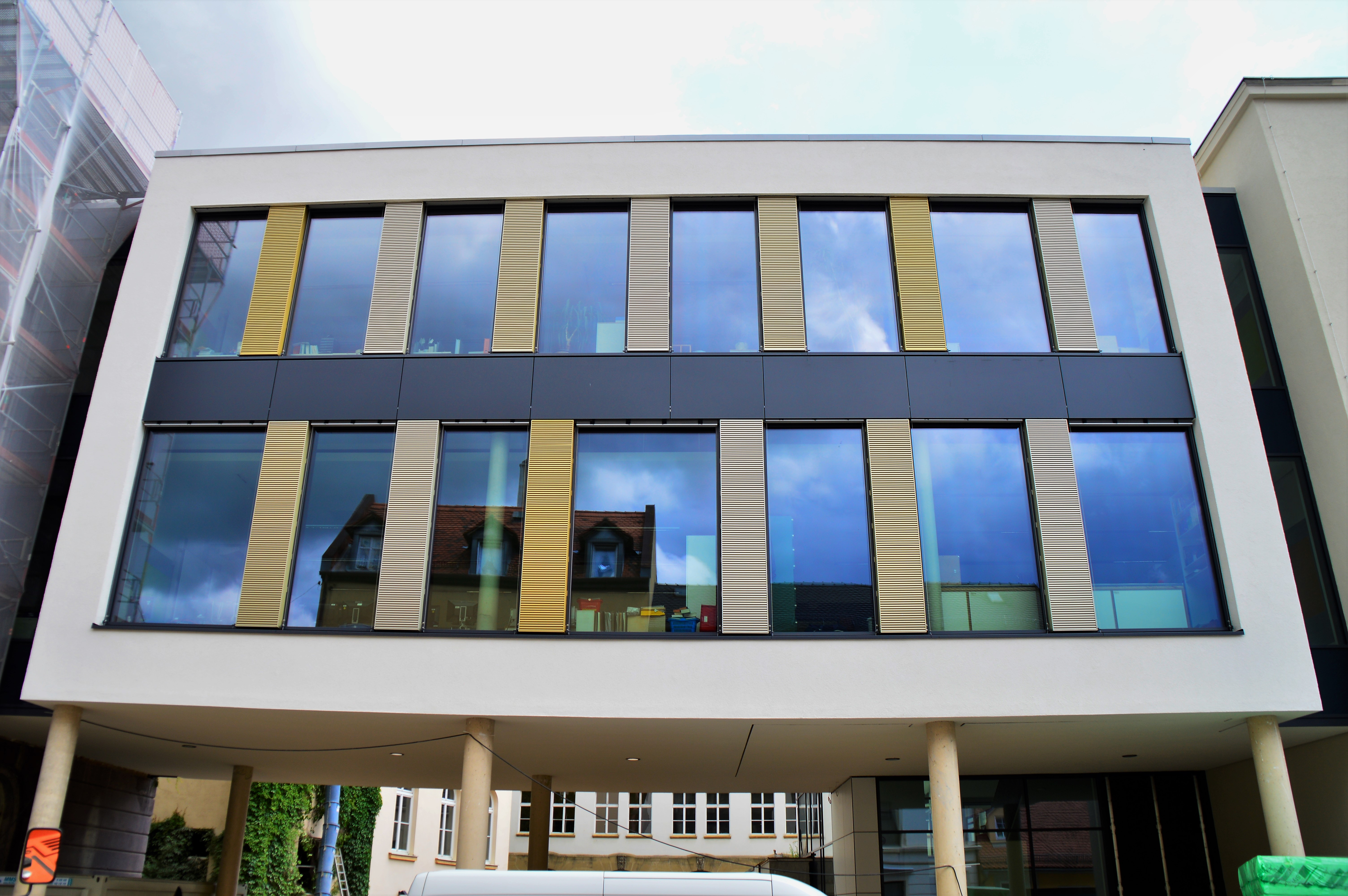
Verbindungsbau zur Martinschule mit Feuerwehrdurchfahrt
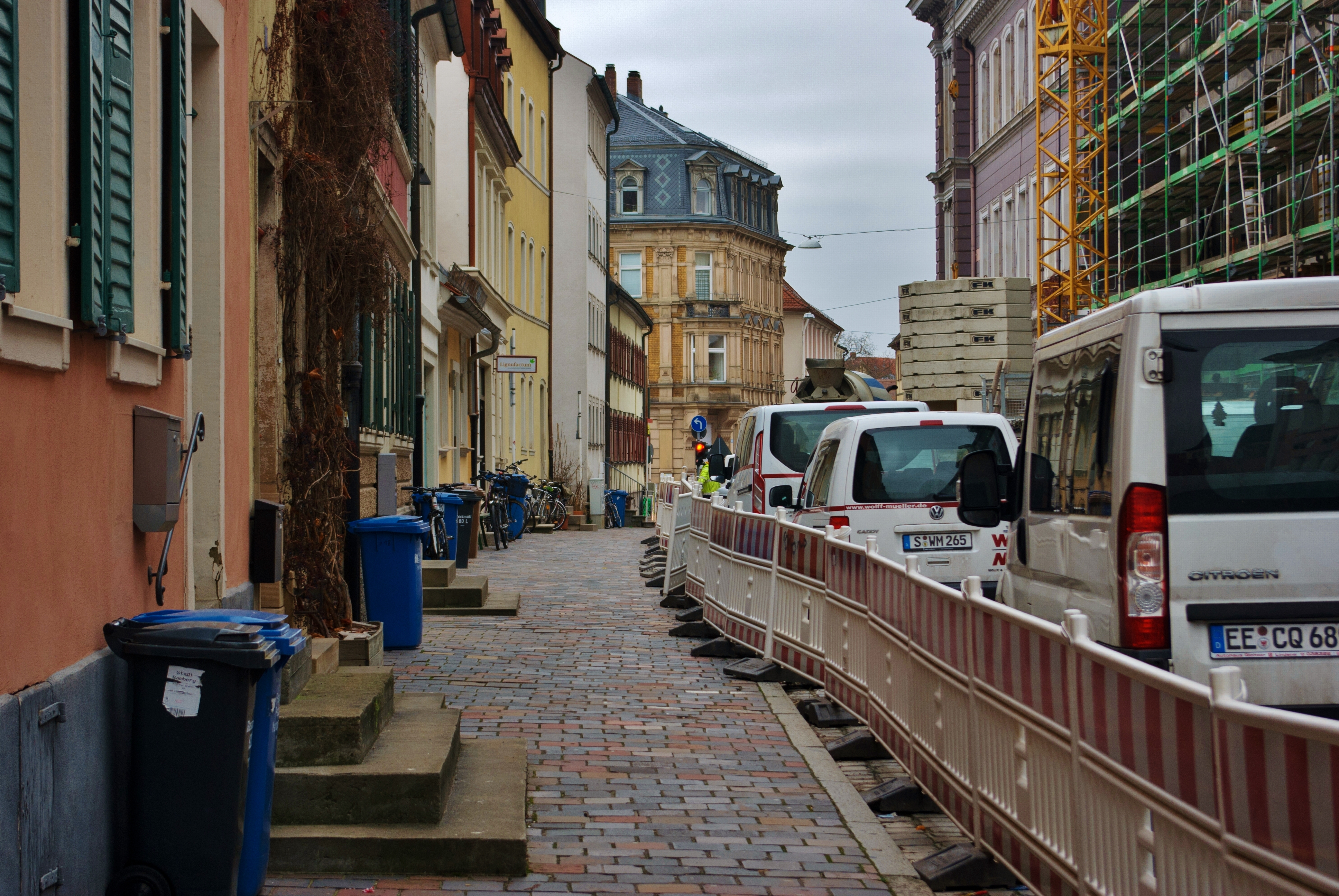
Beengte Straßensituation während der Baumaßnahmen
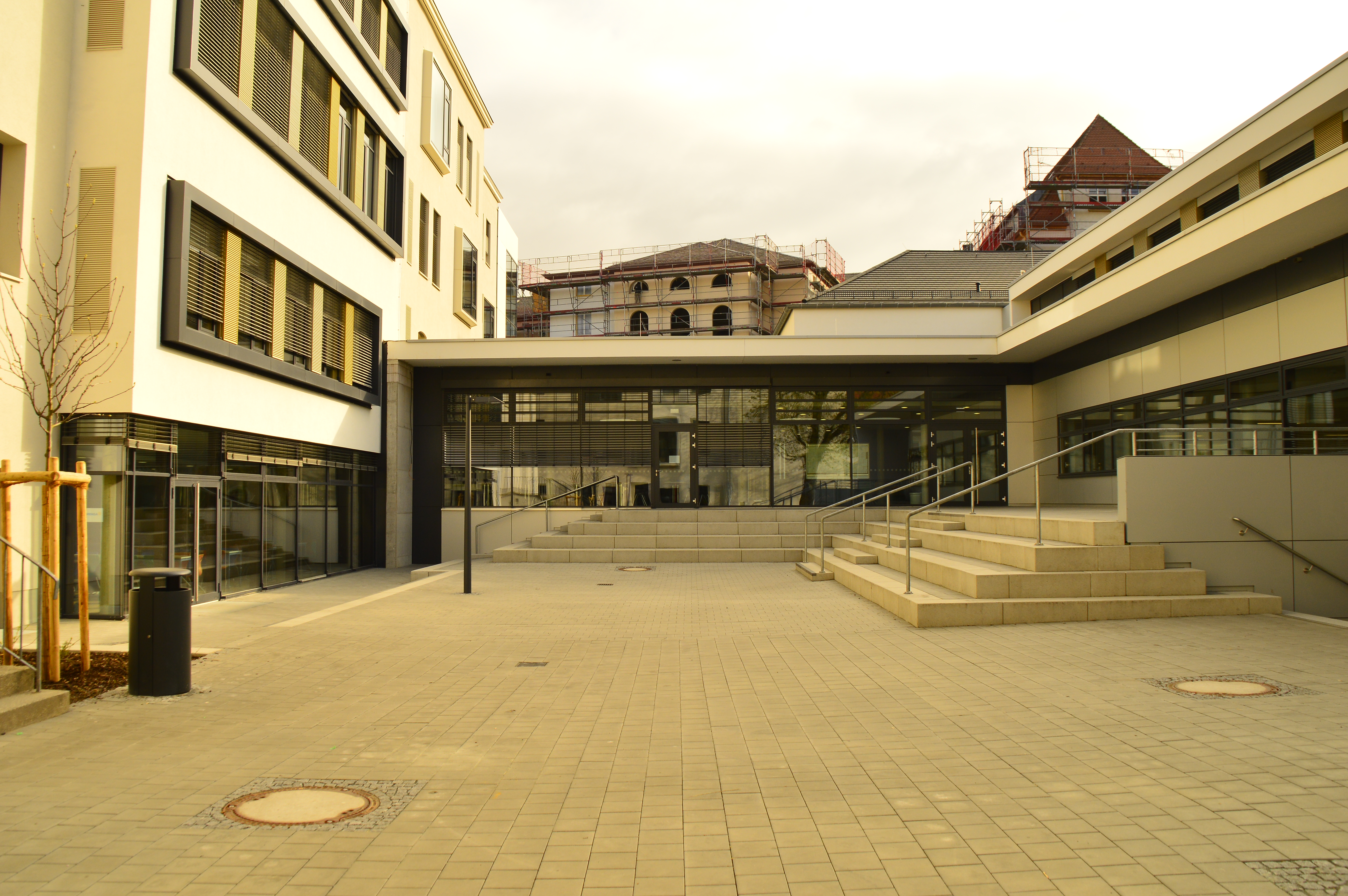
Blick auf den Eingang zur neuen Aula vom Martinschulpausenhof
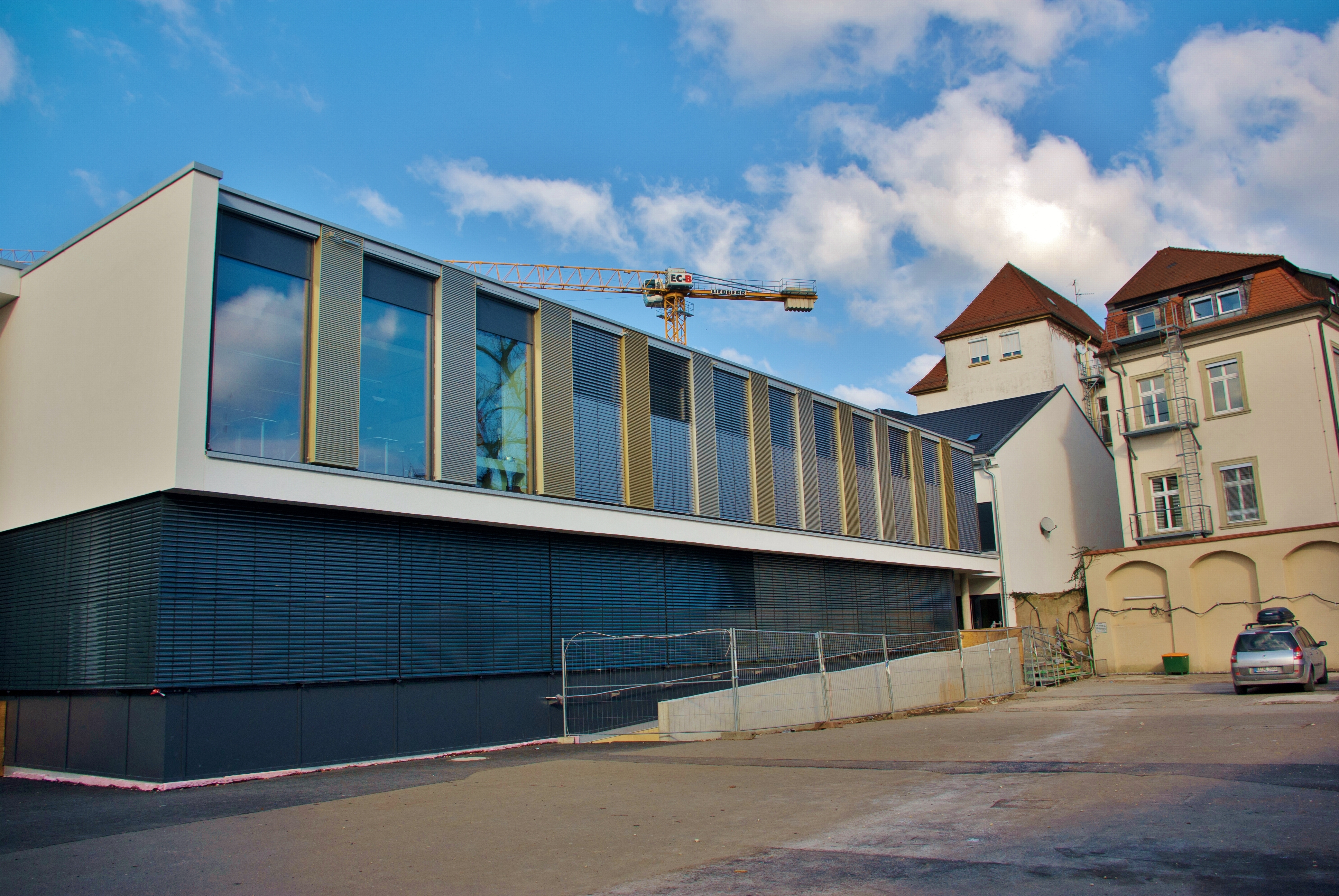
„Haus Berganza“ im Innenhof der Schulen; Bauphase I
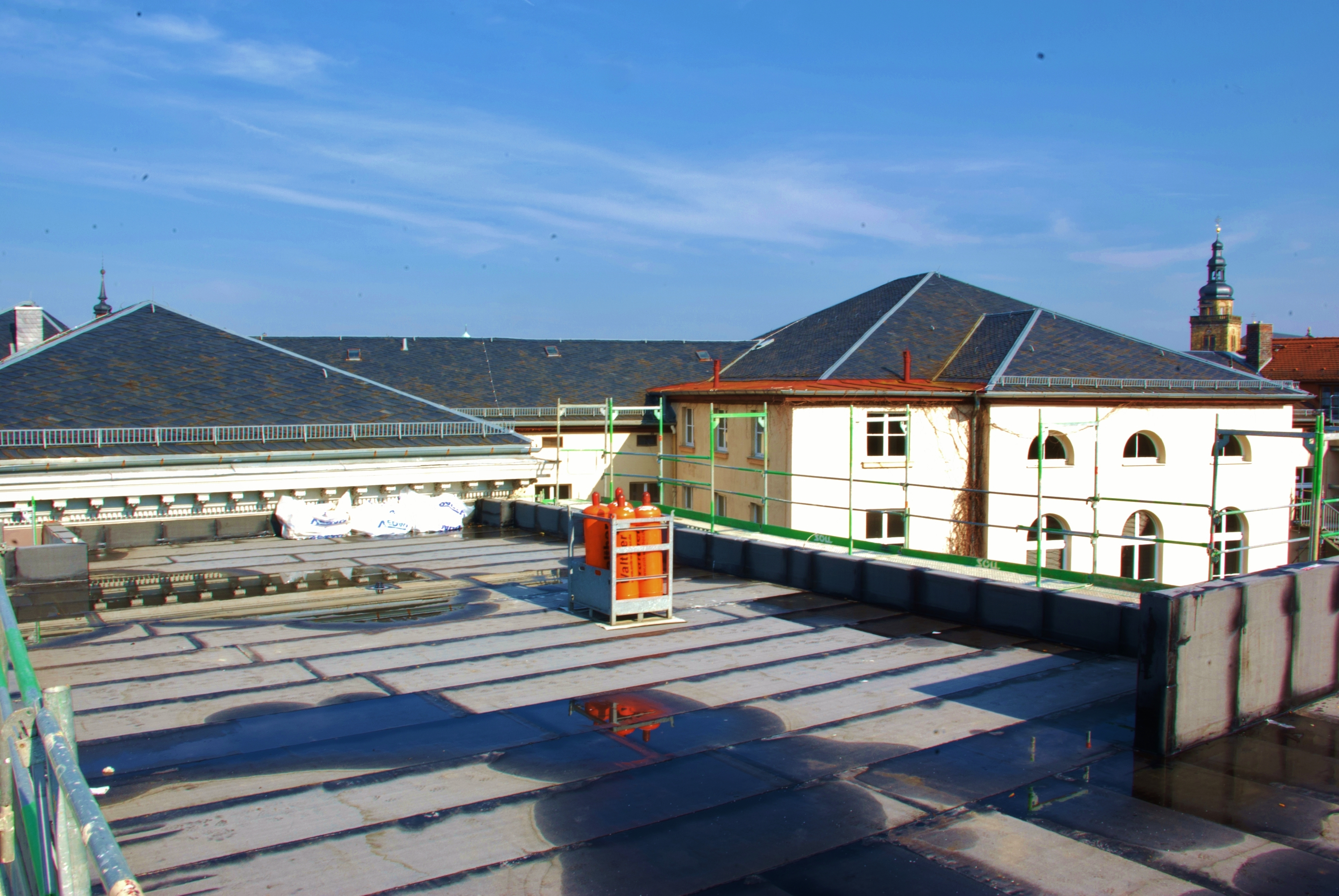
Blick über die Dächer des Clavius-Gymnasiums und des Neubaus während der Bauphase II

Seit dem Schuljahr 2015/16 gibt es einen Verbindungsbau zwischen den Gebäuden Clavius und Martin, der sich in die Blockrandbebauung eingliedert. Im Zuge der Modernisierung wurde auch die Kleinsporthalle der Martinschule (Fischerei 8) denkmalgerecht saniert (Denkmalliste Stadt Bamberg D-4-61-000-1524). Aufzüge machen das komplette CG-Gebäude barrierefrei, eine Mensa wurde eingerichtet. Zu Beginn des Schuljahres 2017/18 wurde der Umbau nach vier Jahren Bauzeit abgeschlossen.
Die Nutzfläche beträgt nun etwa 7780 Quadratmeter, wovon etwa 2000 Quadratmeter auf die Neubauten entfallen. Die Wärmeversorgung findet nun über das Fernwärmenetz statt. Mit einem Gesamtvolumen von ca. 39 Millionen Euro zählt die Modernisierung des Clavius-Gymnasiums und der Martinschule zu den Großprojekten in der Stadt Bamberg.
Auf dem Schulgelände wurden circa 350 Fahrradstellplätze und davor etwa 22 Motorradstellplätze eingerichtet.
Von der Eröffnung 1880 bis zum Umbau blieben Direktorat und Sekretariat an ein und derselben Stelle im 2. Stock des Eckpavillons. Erst seit 2017 befinden sich alle Verwaltungsbereiche im 1. Stock.
im Frühjahr 2016 sorgte ein Brand von Dämmmaterialien auf der Baustelle für Aufsehen.

#### Der Bau als Denkmal
Das Bayerische Landesamt für Denkmalpflege führt die ehemalige Realschule als Einzeldenkmal in der Denkmalliste für die Stadt Bamberg mit der Nummer D-4-61-000-446. D-4-61-000-446 Kapuzinerstraße 29. Ehem. Realschule, jetzt Clavius-Gymnasium, breitgelagerter dreigeschossiger Monumentalbau von 21 Achsen in anspruchsvollen Formen der Neurenaissance mit rückwärtigen Seitenflügeln, flachgeneigtes Satteldach, Mittelpavillon und polygonaler Eckpavillon, 1879/80 von Karl Georg Lang.
Das Gebäude ist erbaut im Stil eines Neorenaissance-Palazzo, dem vorherrschenden Stil seit der Reichsgründung für öffentliche Bauten. Das Schulgebäude wurde damals als „imposanter Palastbau“ bezeichnet. Bei der Modernisierung wurde besonderer Wert auf die Erhaltung und Wiederherstellung der Fassade sowie der Innenausstattung des Treppenhauses und die Erhaltung der originalen Parkett- und Terrazzoböden gelegt.
Auch die im Zuge der Modernisierung des Clavius-Gymnasiums denkmalgerecht sanierte Sporthalle der Martinschule ist in die Denkmalliste der Stadt Bamberg mit der Nummer D-4-61-000-1524 eingetragen.
```
D-4-61-000-1524 Fischerei 8. Turnhalle der ehem. Zentralschule, jetzt Martinschule, eingeschossiger Mansarddachbau mit Halbwalm, Haubendachreiter, durch kräftiges Vorlagensystem gegliedert, nach Westen zweigeschossiger Umkleidekabinenanbau mit Walmdach, nach Osten polygonaler Bühnenanbau mit Mansardwalmdach, barockisierender Heimatstil, von Wilhelm Schmitz 1914.
[
13
]
```

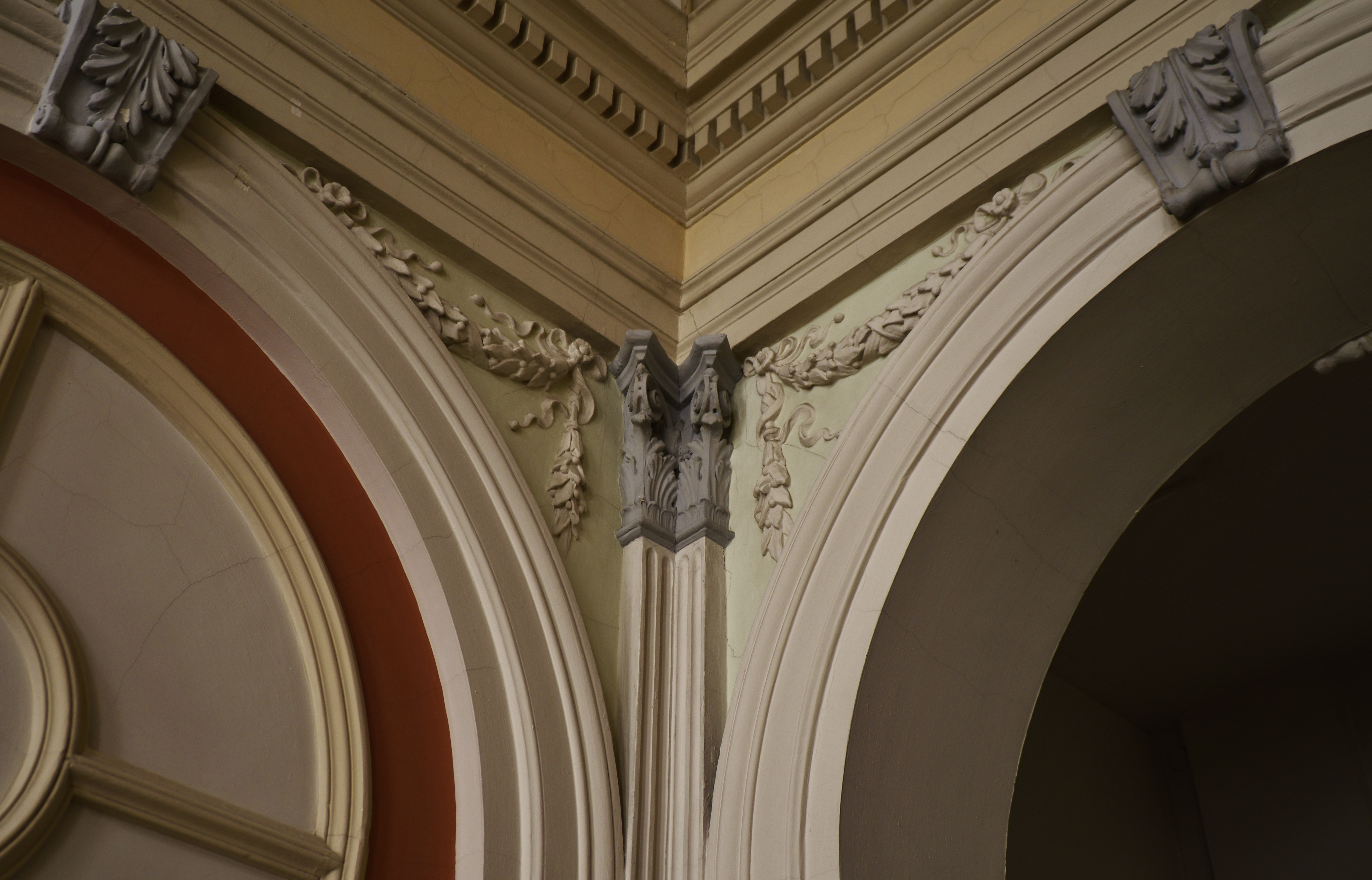
Detail im Treppenhaus des CG
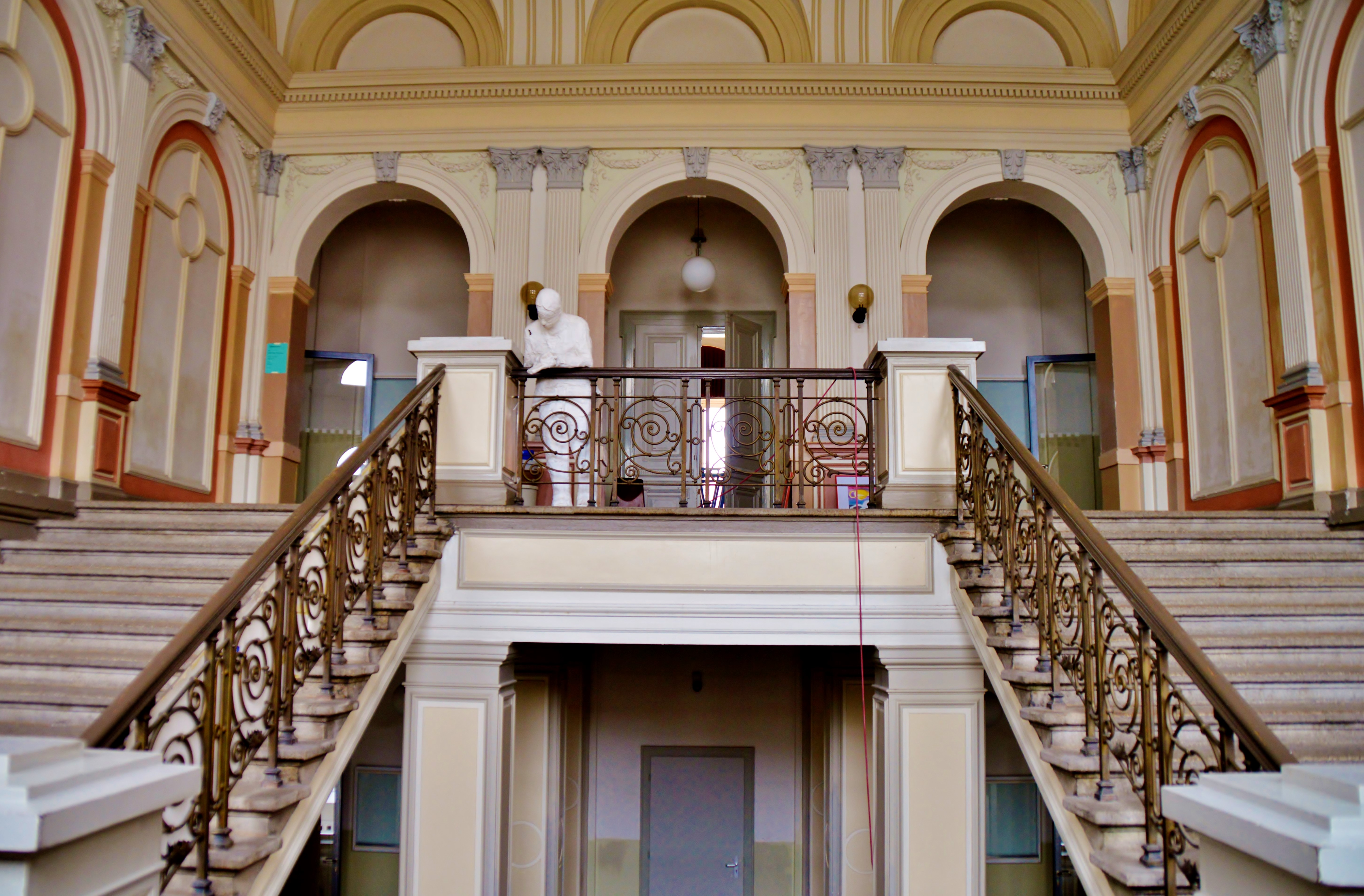
Prunkvolles Treppenhaus im CG
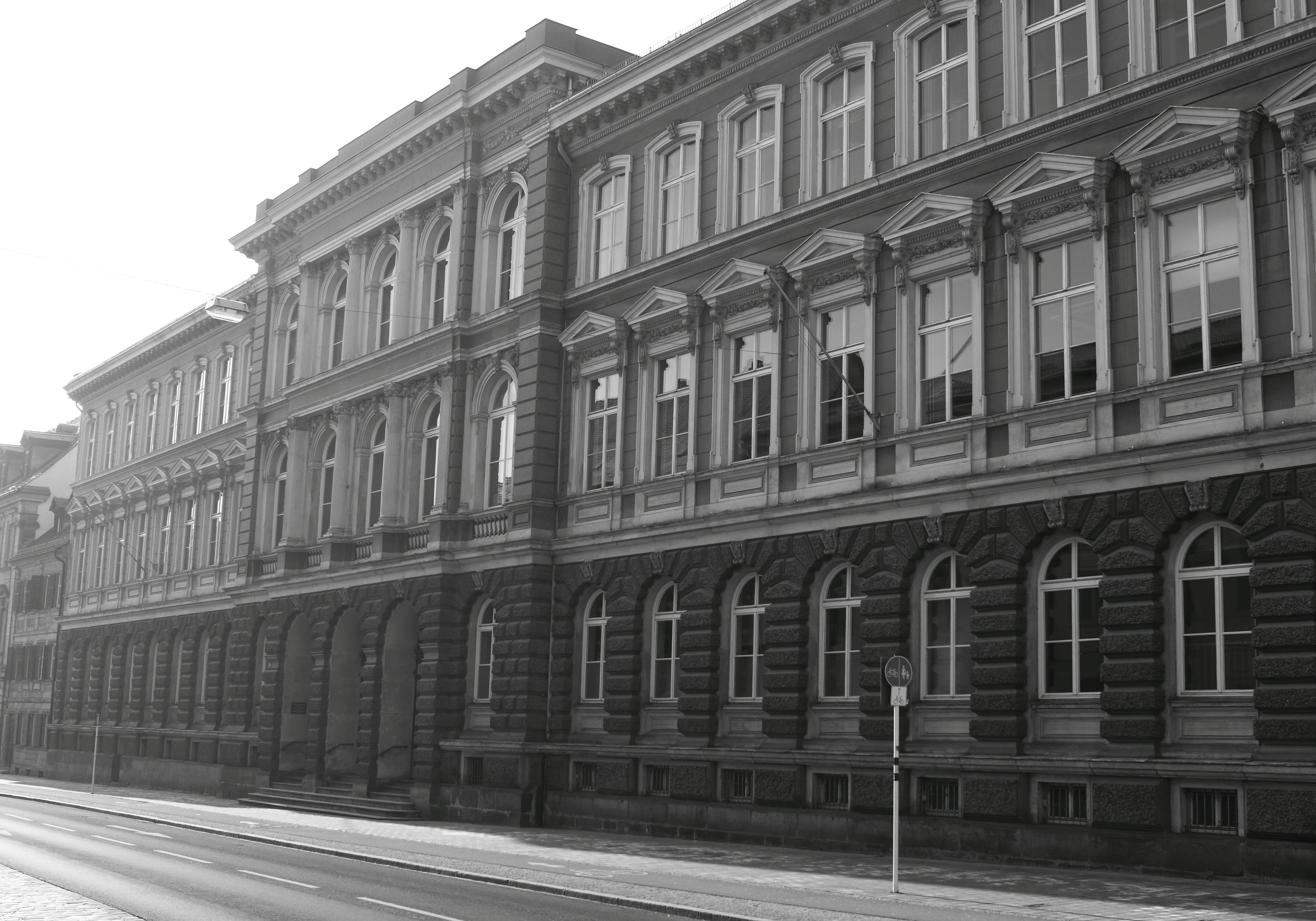
Fassade der Kapuzinerstraße 29
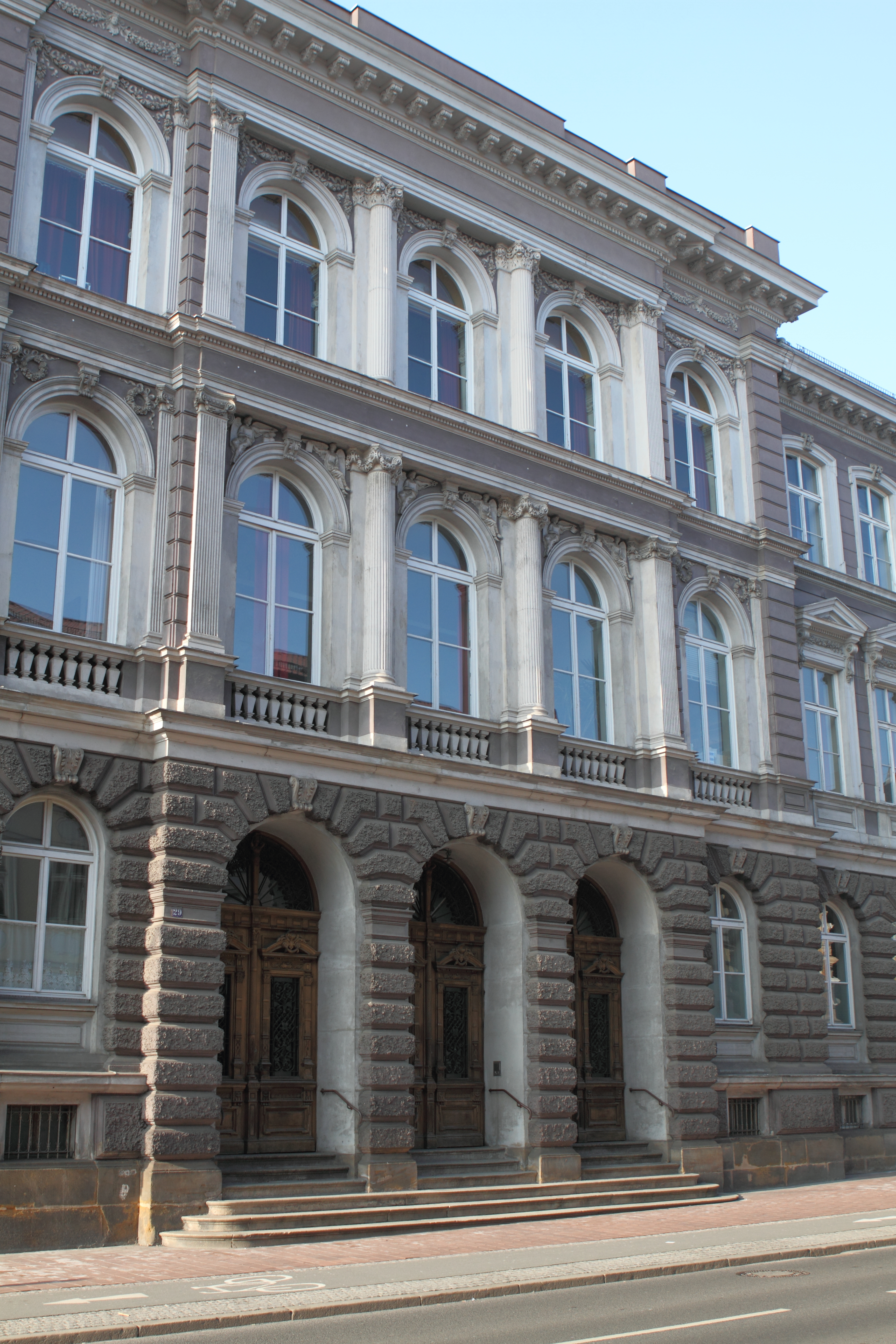
Fassadendetails des CGs

## Die Schule heute
Das Clavius-Gymnasium hat im Schuljahr 2023/24 etwa 1250 Schüler, die von 93 hauptamtlichen Lehrkräften betreut werden. Geleitet wird die Schule von einem Oberstudiendirektor mit seiner Stellvertreterin und vier weiteren Mitgliedern der Schulleitung. Ein Team von vier Sekretärinnen übernimmt die Verwaltungsaufgaben; ein Hausmeisterteam steht dem CG im Gebäudemanagement zur Verfügung. Die Schulbücherei wird von einem angestellten Bibliothekar administriert. Etwa 1/3 der Schüler wohnt in der Stadt Bamberg, ca. 60 % sind römisch-katholischen Glaubens, etwas mehr als die Hälfte entscheidet sich für den wirtschaftswissenschaftlichen Zweig, ca. 1/3 bis 1/4 sind Schülerinnen. Das Lehrerkollegium ist in etwa paritätisch männlich und weiblich besetzt.

### Schüler- und Lehrerzahlen
| Schuljahr | Schüler  | Lehrer  | Absolventen       |
| --------- | -------- | ------- | ----------------- |
| 1833      | 35       | 6       | –                 |
| 1929/30   | 569      | k. A.   | k. A.             |
| 1933/34   | 462      | k. A.   | k. A.             |
| 1934/35   | 410      | k. A.   | k. A.             |
| 1935/36   | 410      | k. A.   | k. A.             |
| 1947/48   | ca. 1000 | k. A.   | k. A.             |
| 1954/55   | k. A.    | k. A.   | 28 + 1 Externer   |
| 1962/63   | 946      | 53      | 58                |
| 1963/64   | 957      | k. A.   | k. A.             |
| 1967/68   | ca. 500  | ca. 40  | k. A.             |
| 1975/76   | k. A.    | k. A.   | 44                |
| 1984/85   | k. A.    | k. A.   | 63                |
| 2007/08   | ca. 1600 | k. A.   | k. A.             |
| 2008/09   | ca. 1600 | ca. 100 | ca. 160           |
| 2010/11   | 1516     | 121     | ca. 310 (G8 + G9) |
| 2011/12   | 1334     | k. A.   | ca. 140           |
| 2012/13   | 1304     | k. A.   | 155               |
| 2013/14   | 1228     | k. A.   | ca. 135           |
| 2014/15   | 1247     | k. A.   | ca. 175           |
| 2015/16   | 1202     | k. A.   | ca. 150           |
| 2016/17   | 1178     | k. A.   | ca. 150           |
| 2017/18   | 1234     | k. A.   | ca. 140           |
| 2018/19   | 1250     | k. A.   | k. A.             |
| 2019/20   | 1248     | k. A.   | k. A.             |
| 2020/21   | ca. 1250 | ca. 120 | k. A.             |
| 2022/23   |          |         |                   |
| 2023/24   |          |         |                   |
| 2024/25   |          |         |                   |

### Schulleiter
Schulleiter seit 1833:
- 1833–1840: Konrad Rüttinger
- 1840–1841: Georg Schriefer
- 1841–1849: Adam Wies
- 1849–1853: Andreas Haupt
- 1854–1874: Eugen Schneider
- 1875–1881: Kaspar Rudel
- 1881–1892: Johannes Schumann
- 1892–1902: Wilhelm Bachmeyer
- 1902–1919: Franz Wimmer
- 1919–1937: Max Weyrauther
- 1937–1945: Ludwig Eberth
- 1945–1946: Hans Buck
- 1946–1951: Jonas Meling

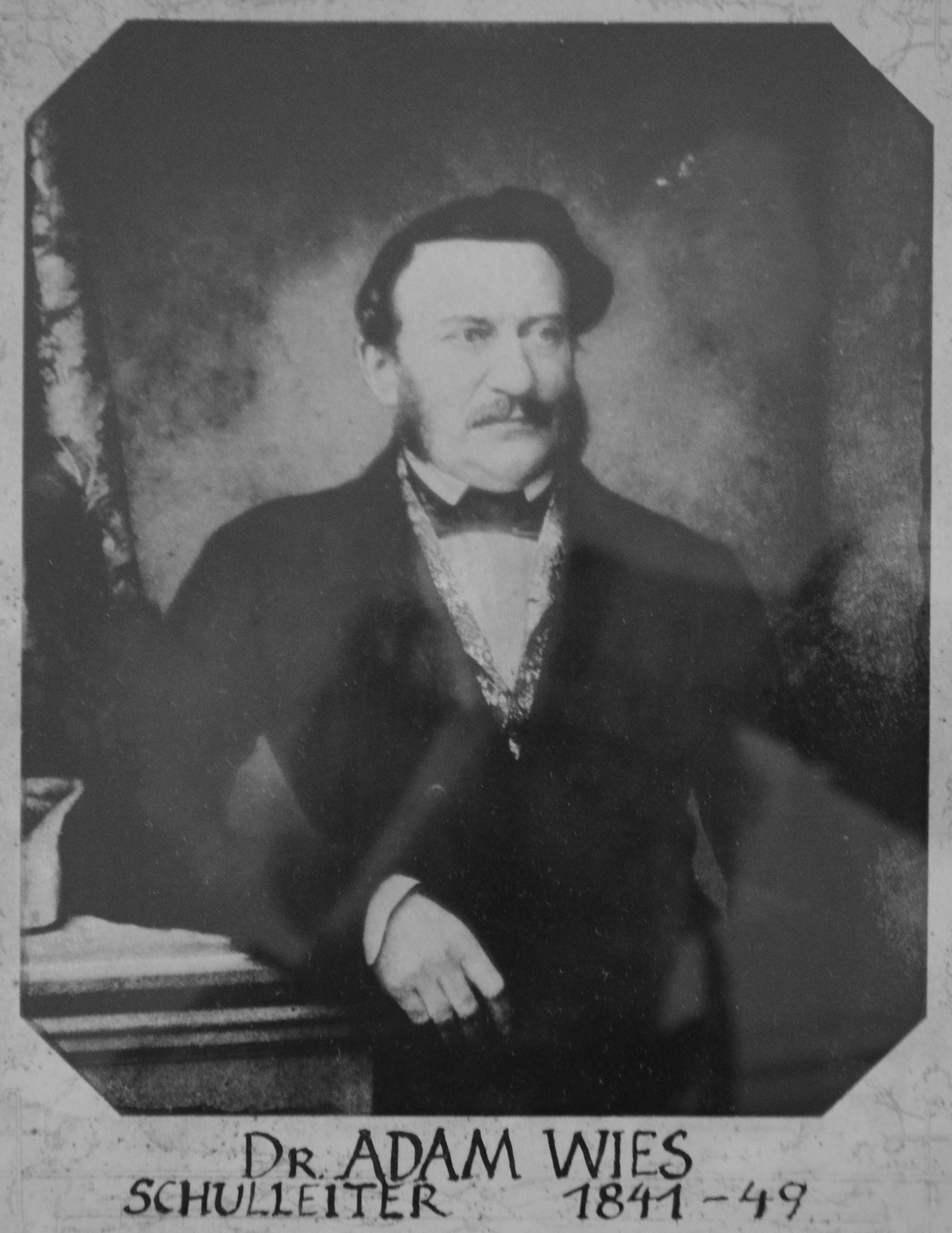
Adam Wies (1841–1849)

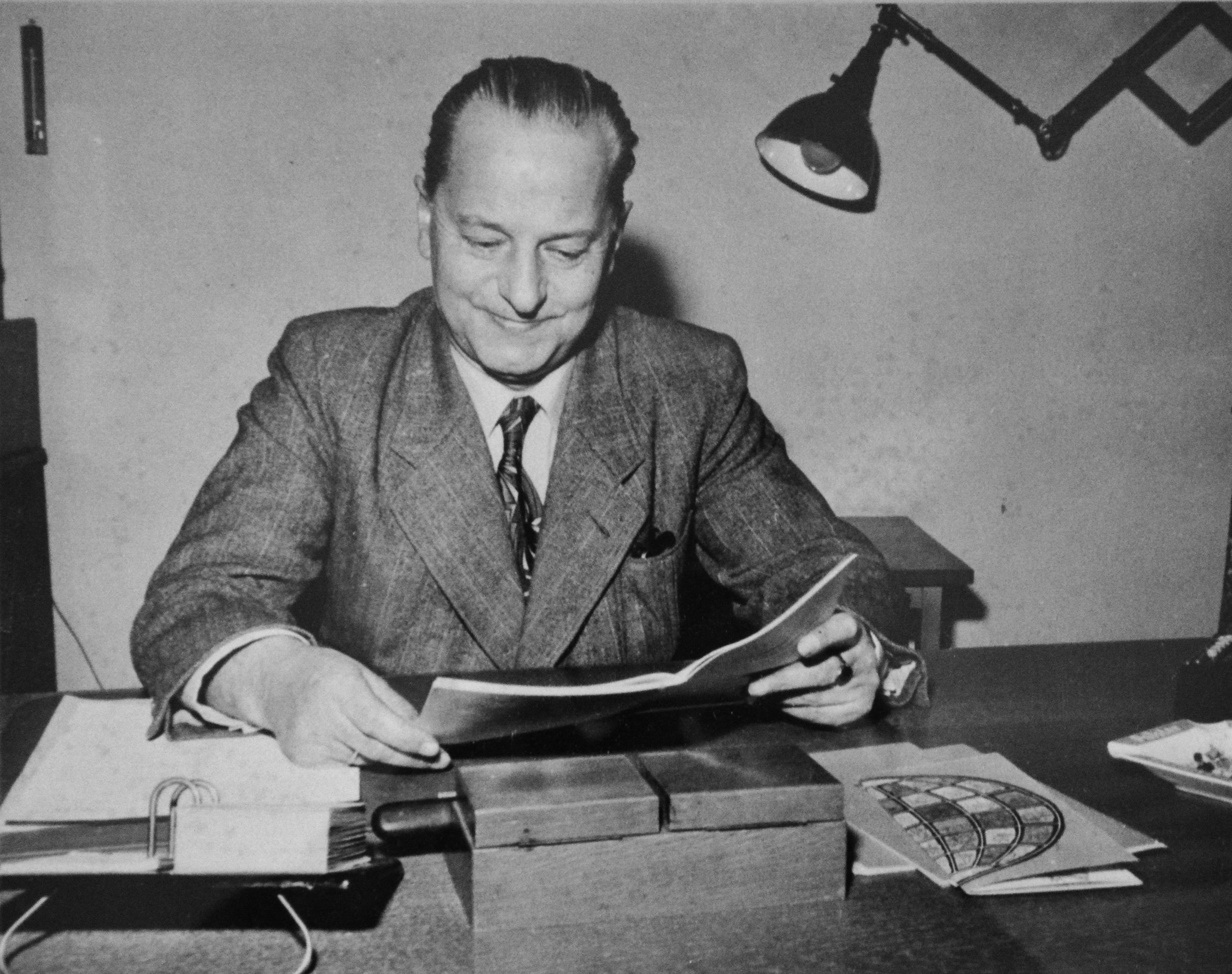
Karl Pfändtner (1953–1960)

- 1951–1953: Eduard Popp (zugleich Ministerialbeauftragter für die Gymnasien in Oberfranken)
- 1953–1960: Karl Pfändtner
- 1960–1963: Albert Schwinn
- 1964–1975: Heinrich Schmitt
- 1975–1988: Johann Werner
- 1988–2004: Rudolf Schmitt
- 2004–2009: Herbert Michel
- 2009–2019: Wolfgang Funk[18]
- 2019–2025: Thomas Meier[19]
- seit 2025: Thomas Kreutzmann[20]

## Verbundene Organisationen
Mit dem Bezug des neuen Gebäudes der Realschule im Jahr 1881 gründete sich die Absolvia Bamberg, eine Schülerverbindung mit dem Ziel einer lebenslangen Verbundenheit. Vor 1923 war ein Abitur an der Realschule noch nicht möglich, dennoch gründete man 1918 die Abituria der Oberrealschule Bamberg. Nach der Auflösung in der NS-Zeit wurde die Abituria 1949 wiedergegründet und finanzierte beispielsweise 1953 die Renovierung eines Klassenzimmers. 1968 nannte sich nach der Schule auch die Schülerverbindung in Abituria Radantia um und öffnete sich gleichzeitig für alle Bamberger Gymnasien.
1989 gründete sich der Freundeskreis Clavius-Gymnasium/„Alte OR“ Bamberg e. V., 2008 hatte er 440 Mitglieder, 2020 ca. 600. Die Mitglieder sind hauptsächlich ehemalige Schüler, aktive und ehemalige Lehrkräfte, sowie Eltern aktueller Schüler.
Sich besonders verbunden fühlende Ehemalige sind jene Schüler, die während des Zweiten Weltkrieges und in der Nachkriegszeit Oberrealschüler waren. Trotz ihres inzwischen hohen Alters finden noch regelmäßige Treffen (Stand 2020) am Ort ihrer gemeinsamen Schulzeit statt.

## Schulprofil

### Fremdsprachen
Erste Fremdsprache für alle Schüler ist Englisch, ab der fünften Klasse. Die zweite Fremdsprache wird ab der sechsten Klasse unterrichtet, wobei sich die Schüler hier zwischen Latein und Französisch entscheiden können. Am Clavius-Gymnasium besteht zudem die Möglichkeit, nach der neunten Klasse die zweite Fremdsprache abzulegen und stattdessen Spanisch als dritte, spät einsetzende Fremdsprache zu belegen. Diese muss dann in den verbleibenden drei Jahren bis zum Abitur belegt werden. Dieses Vorgehen soll es ermöglichen, auch in der spät einsetzenden Sprache noch eine grundlegende Sprachkompetenz zu erreichen.

### Naturwissenschaften
Im NTG wird im Gegensatz zum WWG das mit der achten Klasse einsetzende Fach Chemie als Kernfach unterrichtet. In der Oberstufe findet sich ein Kursangebot aus diesem Bereich, zudem stärkt die Schule ihren Schwerpunkt Naturwissenschaften insbesondere dadurch, dass regelmäßig Schüler des Clavius-Gymnasiums am Wettbewerb Jugend forscht teilnehmen und die Schule teilnimmt am Wettbewerb Vision-Ing21 des Förderkreises Ingenieurstudium e. V. aus der Metropolregion Nürnberg im Rahmen des Bildungspaktes Bayern.
Darüber hinaus hat die Schule eine Bildungspartnerschaft mit der Robert Bosch GmbH, Werk Bamberg im Rahmen der Initiative Wissensfabrik – Unternehmen für Deutschland und eine weitere Partnerschaft mit dem Lehrstuhl für chemische Reaktionstechnik der Universität Erlangen-Nürnberg abgeschlossen.
Auch durch die Vortragsreihe Naturwissenschaften am CG wird der naturwissenschaftliche Charakter der Schule gestärkt.
Das CG bietet als Wahlfach unter dem Namen MakerSpace interessierten Schülern die Möglichkeit, eigene Projekte zum Beispiel mit einem Arduino umzusetzen. An der Schule stehen weiterhin vier 3D-Drucker und ein Lasercutter bereit. In der Oberstufe kann dieses Fach auch als P-Seminar gewählt werden, wodurch die Schüler sich noch mehr mit diesem Thema auseinandersetzen können.
2011 erhielt die Schule aufgrund des Wahlfaches „Mittelalterarchäologie“ und einer Lehrgrabung im Pausenhof den Bayerischen Archäologiepreis.

### Wirtschaftswissenschaften
Im WWG beginnt der Unterricht im Fach Wirtschafts- und Rechtslehre (WR) in der achten Klasse als Kernfach. Damit wird sein Stoff intensiver behandelt als im NTG, wo WR erst in der neunten Klasse einsetzt und zudem nur als Nebenfach unterrichtet wird. In beiden Zweigen wird das Fach bis mindestens einschließlich der zehnten Klasse unterrichtet.
Das WWG bietet zudem das Fach Wirtschaftsinformatik, das den Schülern einen Anwendungsbezug von informationstechnischen Systemen unter ökonomischen Fragestellungen vermittelt.

### IT-Bildung/E-Learning/Virtual Learning
Am Clavius-Gymnasium wird am naturwissenschaftlichen Zweig, zusätzlich zu den Jahrgangsstufen 5 und 6 in den Jahrgangsstufen 9 bis 12 durchgängig Informatik als reguläres Schulfach unterrichtet. Das CG hat an europaweiten IT-Projekten teilgenommen. Zudem ist die Schule durch ihren ehemaligen Schulleiter Rudolf Schmitt federführend beim Aufbau der E-Learning-Initiative Virtuelle Schule.
In der Schule dürfen Schüler zudem ab der Mittelstufe Tablets und Laptops benutzen, die bevorzugt mit der interaktiven Lernplattform BayernMoodle bzw. dem Nachfolger mebis – Landesmedienzentrum Bayern arbeiten. Ziel des Projekts ist, den Umgang mit Hard- und Software zu schulen und Medienkompetenz zu vermitteln.

### Medienbildung
In einer zweijährigen Projektphase wurden am Clavius-Gymnasium ein Medienentwicklungsplan und ein verbindliches Medien- und Methodencurriculum entwickelt, um die Medienkompetenz der Schüler zu fördern und eine Standardisierung im Medieneinsatz zu erreichen.
Die Schule wurde dafür am 2. Oktober 2013 vom Bayerischen Staatsministerium für Bildung und Kultus, Wissenschaft und Kunst mit dem Titel Referenzschule für Medienbildung ausgezeichnet.

### Musische Bildung
Die Schule setzt auf Leseförderung und konnte im G9 in den Fächern Deutsch, Kunst und Musik auch jeweils Leistungskurse anbieten.
Mehrere Schulspielgruppen sind am CG beheimatet, darunter mehrere Chöre (Unterstufenchor, Gemischter Chor), das Schulorchester und die Schul-Big-Band. In jeweils der Unter-, Mittel- und Oberstufe können Theatergruppen besucht werden. Zudem kann das Clavius-Gymnasium Instrumentalunterricht erteilen. Die Big Band pflegt einen regelmäßigen Austausch mit der Jesuit Highschool in New Orleans.
Das CG bringt regelmäßig Musicals zur Aufführung. Seit 1994 wurden (Stand 2024) 15 Musicals aufgeführt. Meist sind darin die Theatergruppe der Mittelstufe, die musikalischen und veranstaltungstechnischen Wahl- und Wahlpflichtfächer, die Fachschaft Kunst und seit 2015 das zweijährige P-Seminar „Musical“, das sich um die Organisation kümmert, und damit etwa ein Zehntel der Schüler beteiligt.
| Schuljahr | Titel               |
| --------- | ------------------- |
| 1994      | Anatevka            |
| 1995      | Oliver!             |
| 1997      | Oklahoma!           |
| 1998      | West Side Story     |
| 1999      | Das Sams            |
| 2001      | Chicago             |
| 2004      | Annie               |
| 2007      | Swinging St. Pauli  |
| 2014      | Hairspray           |
| 2015      | Cabaret             |
| 2017      | Blues Brothers      |
| 2019      | Aida                |
| 2021      | High School Musical |
| 2023      | West Side Story     |

### Sport und Sportanlagen
Mit der Turnhalle am Georgendamm nutzt die Schule neben seiner eigenen, im Schuljahr 2014/15 neu gebauten Halle noch eine weitere Dreifachturnhalle. Der Schwimmunterricht wird im städtischen Hallenbad Bambados erteilt. Seit dem Schuljahr 2017/18 stehen sowohl den Schülern des CGs, als auch den Schülern der Martinschule ein vom Freundeskreis finanziertes Basketballfeld zur Verfügung.

#### Haferkorn-Turnier
Am letzten Schultag vor Weihnachten findet traditionsgemäß das Klaus-Haferkorn-Gedächtnisturnier statt. Initiator und Lehrer Bert Peßler erinnerte damit an den ehemaligen, 1958 verunglückten Schüler Klaus Haferkorn, der 1956 mit seiner Basketballmannschaft Meister in der Oberrealschule wurde. Seit mehr als 60 Jahren findet das Turnier zusammen mit dem Dientzenhofer-Gymnasium statt und ist eine feste Größe in der Basketballlandschaft Bamberg.

## Partnerschulen
Mit den folgenden Partnerschulen werden Schüleraustausche durchgeführt:
- Jesuit High School in New Orleans (USA)
- Bedford Modern School in Bedford (Großbritannien)
- Zhejiang Xiangshan Highschool (Volksrepublik China)

## Bekannte Schüler
- Willy Messerschmitt (1898–1978), Abitur 1917, Flugzeugpionier und -bauer
- Luitpold Dornfest (1915–1942), deportiert nach Nürnberg und ermordet im KZ Theresienstadt[33]
- Joachim Weiß (1931–2017), Abitur 1952, Polizeibeamter und Gewerkschafter
- Berthold Fiedler (* 1934), Bamberger Blasmusikant
- Herbert Güthlein (1935–2018), Abitur 1954, Bayerischer Landtagsabgeordneter der SPD und Rechtsanwalt
- Anton Bosch (* 1936), Bamberger Kunstschmied und Metallbauer
- Gerd Esser (* 1942), deutscher Ökologe und Universitätsprofessor
- Otto Schuhmann (1944–2025), Bayerischer Landtagsabgeordneter der SPD und Berufsschullehrer
- Friedrich Odenbach (* 1945), Abitur 1964, Bayerischer Landtagsabgeordnete der SPD und Volksschullehrer
- Werner Hipelius (* 1947), Bürgermeister in Bamberg von 2001 bis 2014
- Wolfgang Reichmann (* 1947), Kabarettist, Hörfunksprecher, ehemaliger Basketballspieler und Schüler Bert Peßlers
- Wilfried Böse (1949–1976), bis 1966, Wechsel ans Dientzenhofer-Gymnasium, Linksterrorist für die RAF
- Heinz Kuntke (* 1951), Abitur 1971 am Dientzenhofer-Gymnasium, Jurist und Kommunalpolitiker (SPD)
- Walter Bauer (1953–2023), Abitur 1972, Hochschullehrer an der Friedrich-Alexander-Universität Erlangen-Nürnberg
- Peter Witterauf (* 1953), Abitur 1973, CSU-Politiker und Generalsekretär der Hanns-Seidel-Stiftung
- Peter Neller (* 1962), Bamberger Stadtrat und Kommunalpolitiker (CSU)
- Ralf Haupt (* 1955), Abitur 1974, ehemals berufsmäßiger Stadtrat in Bamberg
- Klaus Geus (* 1962), Abitur 1982, Althistoriker und Hochschullehrer an der FU Berlin
- Thomas Hörner (* 1966), Unternehmer und Autor
- Michael Kalb (* 1966), Abitur 1987, Kommunalpolitiker (CSU), Berufsschullehrer und Handwerksmeister
- Klaus Oschema (* 1972), Abitur 1992, Professor für Mittelalterliche Geschichte an der Ruhr-Universität Bochum
- Alexander Brenning (* 1975), Abitur 1994, Hochschullehrer und Dekan der Chemisch-Geowissenschaftlichen Fakultät der Friedrich-Schiller-Universität Jena
- Stefanie Brehm (* 1980), Abitur 1999, Keramikerin und bildende Künstlerin[34]
- Aline Eydam (* 1987), deutsch-österreichische Schauspielerin

## Bekannte Lehrer
- Martin Joseph von Reider (1793–1862), Zeichenlehrer, Heimatforscher und Kunstsammler
- Friedrich Reuß (1889–1935), Verfolgter des NS-Regimes[35]
- Eugen Buck (1900–1962), Erzbischöflicher Geistlicher Rat, erteilte katholische Religionslehre
- Bert Peßler (1923–2014), Basketballfunktionär und -trainer, erteilte Sportunterricht
- Josef Richter (1928–2019), Dompfarrer und Prälat in Bamberg, erteilte katholische Religionslehre[36]
- Jakob Lehmann (1919–2008), Universitätsprofessor und späterer Direktor des Dientzenhofer-Gymnasiums, erteilte Deutschunterricht
- Winfried Potrykus (1935–2014), Biologe und Naturschützer sowie Freund Peßlers und Bamberger Basketballpionier
- Christine Gruber (* 1954), Bildende Künstlerin, erteilte Kunstunterricht[37]